# Handsomeboy Technique
Handsomeboy Technique är japanen Yoshitaka Morinos enmansprojekt. Musiken är en blandning av egeninspelat material och andra samplingar från redan befintliga ljudalster. Handsomeboy Technique ligger på skivbloaget Second Royal, beläget i Kyoto.
Hans första album kom ut 2005 och blev hyllat av flera musiktidningar och livsstilsmagasin.
Handsomeboy Technique gjorde en konsert i Göteborg i april 2006.
Musiken beskrivs lättast som dansant sample-pop med house- och hiphop-influenser. Australiensarna i The Avalanches får ses som de stora och även föregångarna i denna musikgenre. Ett annat band som brukar en liknande ljudbild och rönt stor uppskattning samt även spelat i Sverige är det Brighton-baserade bandet The Go! Team.